# Vittorio Possenti
Vittorio Possenti (ur. 25 marca 1938 w Rzymie) – włoski filozof i etyk, znany zwłaszcza z badań nad metafizyką, nihilizmem oraz pojęciem tzw. „trzeciego żeglowania”, profesor zwyczajny Uniwersytetu Ca’ Foscari w Wenecji. 
Zajmuje się filozofią moralną i metafizyką. Członek Narodowego Komitetu Bioetyki, Papieskiej Akademii Nauk Społecznych i Papieskiej Akademii Św. Tomasza z Akwinu.

## Życiorys
Na krótko przed konklawe w 1978 roku Possenti sformułował 30 pytań na temat doktryny społecznej Kościoła, skierowane do kardynała Karola Wojtyły. Pisemne odpowiedzi udzielone przez przyszłego papieża przez ponad dwadzieścia lat były zamknięte w archiwach. W 2007 roku ukazał się opracowany naukowo zapis tego wywiadu pt. Rewolucja ducha.

## Publikacje
Jest autorem ponad 25 książek. W Polsce ukazały się:
- Nihilizm teoretyczny i "śmierć metafizyki" (PTTA 1998)
- Filozofia po nihilizmie (PTTA 2003)
- Filozofia i wiara (WAM 2004),
- Religia i życie publiczne (PAX 2005),
- Trzecie żeglowanie: filozofia bytu a przyszłość metafizyki (PTTA 2006)
- Zarys filozofii polityki. Społeczeństwa liberalne na rozdrożu (PTTA 2012)